# Nuoto ai campionati mondiali di nuoto 2015 - 100 metri rana maschili
La gara dei 100 metri rana maschili si è svolta il 2 e 3 agosto 2015 presso la Kazan Arena e vi hanno preso parte 77 atleti provenienti da 71 nazioni. Le batterie e le semifinali si sono svolte, rispettivamente, la mattina e al sera del 2 agosto, mentre la finale ha avuto luogo la sera del 3 agosto.

## Medaglie
| Posizione | Atleta                | Nazionalità |
| --------- | --------------------- | ----------- |
| Oro       | Adam Peaty            | Regno Unito |
| Argento   | Cameron van der Burgh | Sudafrica   |
| Bronzo    | Ross Murdoch          | Regno Unito |

## Record
Prima della manifestazione il record del mondo (WR) e il record dei campionati (CR) erano i seguenti.
| Record mondiale       | 57"92 | Adam Peaty Regno Unito    | 17 aprile 2015 Londra, Regno Unito |
| Record dei campionati | 58"58 | Brenton Rickard Australia | 27 luglio 2009 Roma, Italia        |

Durante la competizione è stato battuto il seguente record:
| Data     | Evento       | Atleta                | Nazione     | Tempo | Record                |
| -------- | ------------ | --------------------- | ----------- | ----- | --------------------- |
| 2 agosto | Semifinale 1 | Cameron van der Burgh | Sudafrica   | 58"49 | Record dei campionati |
| 2 agosto | Semifinale 2 | Adam Peaty            | Regno Unito | 58"18 | Record dei campionati |

## Risultati

### Batterie
| Posizione | Batteria | Corsia | Atleta                | Nazionalità                   | Tempo   | Note |
| --------- | -------- | ------ | --------------------- | ----------------------------- | ------- | ---- |
| 1         | 9        | 4      | Adam Peaty            | Regno Unito                   | 58.52   | Q    |
| 2         | 8        | 5      | Cameron van der Burgh | Sudafrica                     | 58.59   | Q    |
| 3         | 9        | 2      | Dmitriy Balandin      | Kazakistan                    | 59.38   | Q    |
| 4         | 7        | 4      | Ross Murdoch          | Regno Unito                   | 59.48   | Q    |
| 5         | 9        | 5      | Felipe França Silva   | Brasile                       | 59.56   | Q    |
| 6         | 7        | 6      | Hendrik Feldwehr      | Germania                      | 59.67   | Q    |
| 7         | 9        | 0      | Kirill Prigoda        | Russia                        | 59.81   | Q    |
| 8         | 7        | 5      | Giedrius Titenis      | Lituania                      | 59.84   | Q    |
| 9         | 9        | 1      | Jake Packard          | Australia                     | 59.92   | Q    |
| 10        | 7        | 3      | Yasuhiro Koseki       | Giappone                      | 59.93   | Q    |
| 11        | 9        | 3      | Cody Miller           | Stati Uniti                   | 59.97   | Q    |
| 12        | 7        | 7      | Christian vom Lehn    | Germania                      | 1:00.01 | Q    |
| 13        | 8        | 7      | Nic Fink              | Stati Uniti                   | 1:00.05 | Q    |
| 14        | 7        | 1      | Richard Funk          | Canada                        | 1:00.26 | Q    |
| 14        | 9        | 6      | Felipe Lima           | Brasile                       | 1:00.26 | Q    |
| 16        | 8        | 6      | Čaba Silađi           | Serbia                        | 1:00.35 | Q    |
| 17        | 8        | 8      | Damir Dugonjič        | Slovenia                      | 1:00.36 |      |
| 18        | 9        | 7      | Glenn Snyders         | Nuova Zelanda                 | 1:00.44 |      |
| 19        | 6        | 4      | Anton Sveinn McKee    | Islanda                       | 1:00.53 |      |
| 20        | 6        | 2      | Vladislav Mustafin    | Uzbekistan                    | 1:00.63 |      |
| 21        | 6        | 7      | Jorge Murillo         | Colombia                      | 1:00.67 |      |
| 22        | 8        | 3      | Dániel Gyurta         | Ungheria                      | 1:00.71 |      |
| 23        | 9        | 8      | Tomáš Klobučník       | Slovacchia                    | 1:00.77 |      |
| 24        | 8        | 1      | Giacomo Perez-Dortona | Francia                       | 1:00.80 |      |
| 25        | 8        | 0      | Laurent Carnol        | Lussemburgo                   | 1:00.82 |      |
| 26        | 6        | 5      | Yannick Käser         | Svizzera                      | 1:00.94 |      |
| 27        | 7        | 2      | Li Xiang              | Cina                          | 1:00.96 |      |
| 28        | 8        | 4      | Christian Sprenger    | Australia                     | 1:01.13 |      |
| 29        | 8        | 2      | Ryō Tateishi          | Giappone                      | 1:01.26 |      |
| 30        | 6        | 0      | Matti Mattsson        | Finlandia                     | 1:01.44 |      |
| 31        | 7        | 9      | Carlos Claverie       | Venezuela                     | 1:01.63 |      |
| 32        | 6        | 3      | Erik Persson          | Svezia                        | 1:01.75 |      |
| 33        | 8        | 9      | Marcin Stolarski      | Polonia                       | 1:01.98 |      |
| 34        | 9        | 9      | Martti Aljand         | Estonia                       | 1:01.99 |      |
| 35        | 5        | 5      | Youssef El-Kamash     | Egitto                        | 1:02.01 |      |
| 36        | 6        | 1      | Sandeep Sejwal        | India                         | 1:02.17 |      |
| 37        | 7        | 8      | Lorenzo Antonelli     | Italia                        | 1:02.20 |      |
| 38        | 6        | 8      | Alex Murphy           | Irlanda                       | 1:02.22 |      |
| 39        | 6        | 9      | Demir Atasoy          | Turchia                       | 1:02.35 |      |
| 40        | 5        | 2      | Édgar Crespo          | Panama                        | 1:02.37 |      |
| 41        | 5        | 4      | Joshua Hall           | Filippine                     | 1:02.40 |      |
| 42        | 5        | 6      | Azad Al-Barazi        | Siria                         | 1:02.51 |      |
| 43        | 7        | 0      | Panagiōtīs Samilidīs  | Grecia                        | 1:02.58 |      |
| 44        | 5        | 7      | Renato Prono          | Paraguay                      | 1:02.69 |      |
| 45        | 4        | 4      | Wong Wong Fu Kang     | Malaysia                      | 1:02.89 |      |
| 46        | 6        | 6      | Petr Bartůněk         | Rep. Ceca                     | 1:02.90 |      |
| 47        | 5        | 8      | Lachezar Shumkov      | Bulgaria                      | 1:03.08 |      |
| 48        | 5        | 3      | Nikolajs Maskaļenko   | Lettonia                      | 1:03.21 |      |
| 49        | 4        | 3      | Chao Man Hou          | Macao                         | 1:03.46 |      |
| 50        | 5        | 1      | Dustin Tynes          | Bahamas                       | 1:03.50 |      |
| 51        | 4        | 8      | Jordy Groters         | Aruba                         | 1:03.66 |      |
| 52        | 4        | 1      | Julian Fletcher       | Bermuda                       | 1:03.80 |      |
| 53        | 5        | 9      | Mauro Castillo        | Messico                       | 1:03.91 |      |
| 54        | 4        | 9      | James Lawson          | Zimbabwe                      | 1:04.03 |      |
| 55        | 4        | 6      | Amini Fonua           | Tonga                         | 1:04.28 |      |
| 56        | 4        | 5      | Malick Fall           | Senegal                       | 1:04.30 |      |
| 57        | 4        | 7      | Anton Zheltyakov      | Azerbaigian                   | 1:04.45 |      |
| 58        | 4        | 2      | Benjamin Schulte      | Guam                          | 1:04.84 |      |
| 59        | 3        | 3      | Arya Nasimi           | Iran                          | 1:05.86 |      |
| 60        | 3        | 4      | Jesús Flores          | Honduras                      | 1:06.14 |      |
| 61        | 3        | 6      | Ramazan Taimatov      | Kirghizistan                  | 1:06.49 |      |
| 62        | 4        | 0      | Darren Chan           | Mauritius                     | 1:06.65 |      |
| 63        | 3        | 0      | Adriel Sanes          | Isole Vergini Americane       | 1:07.19 |      |
| 64        | 3        | 5      | Julian Harding        | Malta                         | 1:07.28 |      |
| 65        | 3        | 7      | Alex Axiotis          | Zambia                        | 1:07.29 |      |
| 66        | 3        | 8      | Serginni Marten       | Curaçao                       | 1:07.34 |      |
| 67        | 3        | 9      | Nazih Nazeyek         | Giordania                     | 1:08.22 |      |
| 68        | 3        | 2      | José Quintanilla      | Bolivia                       | 1:08.36 |      |
| 69        | 2        | 5      | Corey Ollivierre      | Grenada                       | 1:08.39 |      |
| 70        | 5        | 0      | Mubarak Al-Besher     | Emirati Arabi Uniti           | 1:09.08 |      |
| 71        | 2        | 6      | Kaito Yanai           | Isole Marianne Settentrionali | 1:09.59 |      |
| 72        | 2        | 2      | Nikolas Sylvester     | Saint Vincent e Grenadine     | 1:13.12 |      |
| 73        | 2        | 4      | Daniel Gill           | Seychelles                    | 1:14.02 |      |
| 74        | 1        | 4      | Htut Ahnt Khaung      | Birmania                      | 1:16.13 |      |
| 75        | 2        | 1      | Kiran Karki           | Nepal                         | 1:18.21 |      |
| 76        | 2        | 8      | Mocheta Makara        | Lesotho                       | 1:55.91 |      |
|           | 3        | 1      | Markos Kalopsidiotis  | Cipro                         | DSQ     |      |
|           | 1        | 3      | Alhassane Fofana      | Guinea                        | DNS     |      |
|           | 1        | 5      | Stephane Fokam        | Camerun                       | DNS     |      |
|           | 2        | 3      | Alassane Seydou       | Niger                         | DNS     |      |
|           | 2        | 7      | Simanga Dlamini       | eSwatini                      | DNS     |      |

### Semifinali
| Posizione | Semifinale | Corsia | Atleta                | Nazionalità | Tempo   | Note  |
| --------- | ---------- | ------ | --------------------- | ----------- | ------- | ----- |
| 1         | 2          | 4      | Adam Peaty            | Regno Unito | 58.18   | Q, CR |
| 2         | 1          | 4      | Cameron van der Burgh | Sudafrica   | 58.49   | Q, CR |
| 3         | 1          | 6      | Giedrius Titenis      | Lituania    | 58.96   | Q, NR |
| 4         | 2          | 5      | Dmitriy Balandin      | Kazakistan  | 59.39   | Q     |
| 5         | 2          | 6      | Kirill Prigoda        | Russia      | 59.60   | Q     |
| 6         | 1          | 3      | Hendrik Feldwehr      | Germania    | 59.63   | Q     |
| 7         | 2          | 2      | Jake Packard          | Australia   | 59.66   | Q     |
| 8         | 1          | 5      | Ross Murdoch          | Regno Unito | 59.75   | Q     |
| 9         | 2          | 7      | Cody Miller           | Stati Uniti | 59.86   |       |
| 10        | 1          | 7      | Christian vom Lehn    | Germania    | 59.88   |       |
| 11        | 2          | 3      | Felipe França Silva   | Brasile     | 59.89   |       |
| 12        | 2          | 1      | Nic Fink              | Stati Uniti | 1:00.14 |       |
| 13        | 2          | 8      | Felipe Lima           | Brasile     | 1:00.19 |       |
| 14        | 1          | 2      | Yasuhiro Koseki       | Giappone    | 1:00.31 |       |
| 15        | 1          | 1      | Richard Funk          | Canada      | 1:00.43 |       |
| 16        | 1          | 8      | Čaba Silađi           | Serbia      | 1:00.62 |       |

### Finale
| Posizione | Corsia | Atleta                | Nazionalità | Tempo   | Note |
| --------- | ------ | --------------------- | ----------- | ------- | ---- |
|           | 4      | Adam Peaty            | Regno Unito | 58.52   |      |
|           | 5      | Cameron van der Burgh | Sudafrica   | 58.59   |      |
|           | 8      | Ross Murdoch          | Regno Unito | 59.09   |      |
| 4         | 6      | Dmitriy Balandin      | Kazakistan  | 59.42   |      |
| 5         | 1      | Jake Packard          | Australia   | 59.44   |      |
| 6         | 3      | Giedrius Titenis      | Lituania    | 59.56   |      |
| 7         | 2      | Kirill Prigoda        | Russia      | 59.84   |      |
| 8         | 7      | Hendrik Feldwehr      | Germania    | 1:00.16 |      |